# Wild Bill Davis
Wild Bill Davis, geboren als William Strethen Davis (Glasgow, 24 november 1918 - Moorestown, 17 augustus 1995), was een Amerikaanse jazzmuzikant (orgel, piano) en arrangeur.

## Carrière
Davis speelde piano en gitaar en arrangeerde bij Milt Larkin in 1940. Van 1945 tot 1947 speelde hij piano bij Louis Jordans Tympany Five. Hij specialiseerde zich in 1949 op het hammondorgel en was in 1951 voor de eerste keer als solist werkzaam op dit instrument in een eigen trio met de gitarist Bill Jennings en de drummer Chris Columbus. Davis werd tijdens de jaren 1950 een van de wegbereiders van het hammondorgel als belangrijk jazzinstrument en inspireerde onder andere Count Basie om zich te fascineren voor dit instrument. Zijn trio-arrangement van het nummer April in Paris diende als basis voor de bekende opname van Count Basie in 1955. Onder zijn eigen talrijke trio-opnamen zijn Things Ain't What They Used To be en Make No Mistake (1950) met Duke Ellington en Jo Jones op de voorgrond. Bovendien maakte Davis plaatopnamen met Ray Brown, Milt Jackson, Ella Fitzgerald, Johnny Hodges, Gloria Lynne, Floyd Smith en Eddie 'Cleanhead' Vinson.
Tijdens de jaren 1960 werkte Davis met eigen bands. Tegelijkertijd nam hij met zijn vriend Johnny Hodges platen op en speelde hij van 1969 tot 1971 nogmaals bij Duke Ellington. Tijdens de jaren 1970 nam hij voor Black & Blue Records een aantal swingplaten op, speelde hij met Lionel Hampton en verscheen hij op festivals tijdens de vroege jaren 1990.

## Overlijden
Wild Bill Davis overleed op 17 augustus 1995 op 76-jarige leeftijd.

## Discografie
- 1959: In The Groove! (Fresh Sound, 1959–1960) met George Clarke, Bill Jennings, Grady Tate
- 1959: In The Mellow Tone (Fresh Sound, 1959–1960)
- 1986: Live at Swiss Radio Studio Zürich (Jazz Connaisseur) met Clifford Scott, Dickie Thompson, Clyde Lucas
- 1987: 70th/30th Anniversary Live Concert  LP samen met T.C. Pfeiler op twee Hammond B3 orgels.

- Biblioteca Nacional de España: XX4707554
- Bibliothèque nationale de France: cb13893037w (data)
- Gemeinsame Normdatei: 134590074
- International Standard Name Identifier: 0000 0001 1618 1596
- Library of Congress Control Number: n82078550
- MusicBrainz: 6b4a5233-1989-4f11-b1b3-78143e0db45d
- Nationale Bibliotheek van Tsjechië: ola2005284267
- Nederlandse Thesaurus van Auteursnamen: 074188089
- Istituto Centrale per il Catalogo Unico: DDSV225933
- SNAC: w64t7559
- Système universitaire de documentation: 07949000X
- Trove: 1526185
- Virtual International Authority File: 34642971
- WorldCat: E39PBJB4gh9dcXqW3xPb3WkJjC